# Жихово
Жихово (пол. Żychowo) — село в Польщі, у гміні Рацьонж Плонського повіту Мазовецького воєводства.
Населення — 115 осіб (2011).
У 1975-1998 роках село належало до Цехановського воєводства.

## Демографія
Демографічна структура станом на 31 березня 2011 року:
|          | Загалом | Допрацездатний вік | Працездатний вік | Постпрацездатний вік |
| -------- | ------- | ------------------ | ---------------- | -------------------- |
| Чоловіки | 63      | 11                 | 47               | 5                    |
| Жінки    | 52      | 7                  | 31               | 14                   |
| Разом    | 115     | 18                 | 78               | 19                   |